# Connarus peltatus
Connarus peltatus là một loài thực vật có hoa trong họ Connaraceae. Loài này được Forman mô tả khoa học đầu tiên năm 1996.